# Księga Tobiasza
Księga Tobiasza [Tb], Księga Tobita [Tob] – księga dydaktyczna, wchodząca w skład katolickiego i prawosławnego kanonu Starego Testamentu. Przez Kościoły protestanckie uważana za apokryficzną, gdyż nie należy do Biblii hebrajskiej. Powstała najprawdopodobniej w II w. p.n.e., jako jeden z midraszy, obok księgi Judyty i Estery.

## Nazwa księgi
Od imion dwóch głównych bohaterów księgi pochodzą dwie nazwy: Księga Tobiasza (przyjęta częściej w polskim piśmiennictwie) i Księga Tobita (jako The Book of Tobit obecna w piśmiennictwie anglojęzycznym).

## Tekst i język oryginału
Istnieją trzy wersje (recenzje) tekstu księgi Tobiasza:
1. R-S[2]: Najdłuższa recenzja, o silnych cechach języków semickich znajduje się w greckim Kodeksie Synajskim oraz łacińskim przekładzie Vetus latina. Istnieją też fragmenty aramejskie z Qumran opracowane przez Tadeusza Milika. Z tej wersji dokonywane są najczęściej przekłady[3].
2. R-V: Krótsza recenzja, z mniejszą ilością szczegółów, zawarta jest w greckich kodeksach Aleksandryjskim oraz Watykańskim.
3. R-C: Recenzja fragmentaryczna, obecna jest w kilku greckich rękopisach minuskułowych i przekładach syryjskich.

Językiem oryginału był prawdopodobnie aramejski, zaś najstarszą wersją jest recenzja R-S. Istnieją też opinie, że językiem oryginału był grecki (Paul Desealers) albo hebrajski (Alonso Schökel)

## Data, miejsce powstania i autor
Tłem księgi są lata po deportacji plemienia Neftalego do Niniwy, stolicy Asyrii (ok. 733 p.n.e.). Z treści wynika jednak, że autor wie o zburzeniu Niniwy w 612 roku p.n.e.(Tb 14,15), a także o odbudowaniu Świątyni Jerozolimskiej w 515 p.n.e. (Tb 14,5). Jako kanoniczne traktowane są już księgi prorockie (Amosa, Nahuma), zaś wśród opisywanych zwyczajów są te, które miały miejsce dopiero po niewoli babilońskiej, np. dziesięcina. 
Prawdopodobną datą powstania księgi jest 200-180 p.n.e., mogła jednak powstać w oparciu o starsze opowiadania powstałe w środowisku deportowanych do Asyrii.
Autor nie jest znany. W części utworu Tobit wypowiada się w pierwszej osobie, inne (np. historia podróży Tobiasza) są w trzeciej osobie.

## Gatunek literacki
Irene Nevey określa księgę jako romans hebrajski, o fikcyjnym charakterze, który podkreślają nieścisłości historyczne. W księdze też pojawiają się dwa motywy ludowe: „wdzięczni zmarli” oraz „potwór w komnacie panny młodej”. 

## Kanoniczność
Księga Tobiasza nie została włączona do kanonu hebrajskiego, a tym samym do protestanckiego. Katolicy uznają ją za jedną z ksiąg deuterokanonicznych. Tłumacz Wulgaty Hieronim ze Strydonu uznawał księgę Tobiasza za niekanoniczną, jednak na prośbę jednego z przyjaciół włączył ją do swojego przekładu. Św. Ambroży i Augustyn uznawali księgę za kanoniczną, co potwierdził synod w Hipponie (393 r.). 
Jako argument przeciwko kanoniczności księgi protestanci przywołują m.in. obecność w Księdze Tobiasza elementów, które uznają za magiczne, czyli np. fragment, w którym Azariasz (anioł Rafał) nakazuje w celu odpędzenia złego ducha spalić rybią wątrobę i serce.

## Treść Księgi

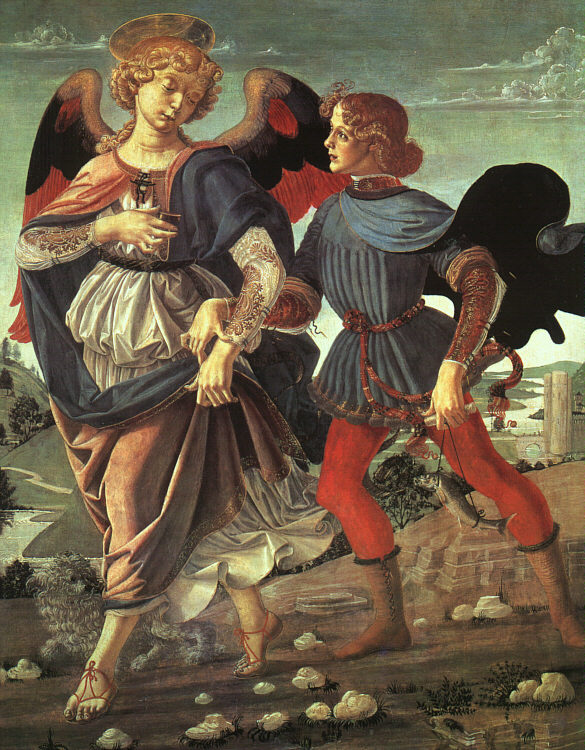
Tobiasz i Anioł – obraz Andrei del Verrocchia namalowany w latach 70. XV wieku

Księga opowiada o dziejach ojca i syna (aram. Tobi i Tobijah, lub gr. Tobit i Tobias - obydwa imiona tłumaczone wg Biblii Tysiąclecia na Tobiasz) z pokolenia Neftalego. Początek księgi zawiera opis sprawiedliwego życia Tobiasza-ojca i uprowadzenie rodziny Tobiasza do Asyrii (734 p.n.e.), gdzie naraża się on królowi Sennacherybowi przez potajemne grzebanie pomordowanych Izraelitów. 
Wskutek wypadku Tobiasz traci wzrok i zaczyna prosić Boga o śmierć. Wkrótce potem przypomina sobie, iż jeden z mieszkańców Medii jest mu winien 10 talentów srebra. Wysyła więc swego syna, Tobiasza w podróż do Medii, aby przed śmiercią ojca odebrał dług. W podróży towarzyszy mu Azariasz, który namawia Tobiasza-syna do ślubu z Sarą, pomaga w uwolnieniu jej od złego ducha, Asmodeusza i przekazuje mu sposób, w jaki może uzdrowić ślepotę ojca. Po powrocie do Niniwy, Azariasz okazuje się zesłanym przez Boga aniołem Rafałem, przekazuje Tobiaszom rady i polecenia, m.in. aby spisali to, co ich spotkało. Księga kończy się hymnem dziękczynnym Tobita o charakterze psalmu. Następnie przedstawiona jest ostatnia wola Tobita oraz losy Tobiasza i jego rodziny.

## Teologia
Przesłanie księgi ma charakter dydaktyczny i porusza problem odpłaty Bożej za ludzką wierność. Mówi, że cierpienie nie stanowi kary, ale próbę, a za wierność Bóg nagradza szczęśliwym życiem. Zgodnie z księgą, wzorem człowieka sprawiedliwego jest Tobit, który dokonuje wielu uczynków miłosierdzia: rozdaje jałmużnę, grzebie umarłych, wynagradza pracowników, zaleca też poślubienie kobiety z bliskiej rodziny.
Księga wychwala cnoty rodzinne: pokazuje przykłady trzech udanych małżeństw: Tobita i Anny, Raguela i Edny - oraz ich dzieci, Tobiasza i Sary. W modlitwie Sary (rozdział 3) oraz wspólnej modlitwie Sary i Tobiasza (rozdział 8) małżeństwo ukazane jest jako trwałe, mające na celu zrodzenie potomstwa i wzajemną pomoc. Modlitwa Sary i Tobiasza wykorzystywana jest przez Kościół Katolicki w liturgii sakramentu małżeństwa, zaś jej fragment cytowany jest też w Katechizmie Kościoła Katolickiego (nr 2361) jako jedyny fragment z Księgi Tobiasza.